# Episodi di Travelers (prima stagione)
La prima stagione della serie televisiva Travelers, formata da 12 episodi, è stata trasmessa in prima visione in Canada sul canale Showcase dal 17 ottobre 2016 al 2 gennaio 2017.
In Italia, la stagione è stata interamente pubblicata il 23 dicembre 2016 dal servizio di video on demand Netflix.
| nº | Titolo originale | Titolo italiano | Prima TV Canada  | Pubblicazione Italia |
| -- | ---------------- | --------------- | ---------------- | -------------------- |
| 1  | Travelers        | Pilot           | 17 ottobre 2016  | 23 dicembre 2016     |
| 2  | Protocol 6       | Protocollo 6    | 24 ottobre 2016  | 23 dicembre 2016     |
| 3  | Aleksander       | Aleksander      | 31 ottobre 2016  | 23 dicembre 2016     |
| 4  | Hall             | Hall            | 7 novembre 2016  | 23 dicembre 2016     |
| 5  | Room 101         | La stanza 101   | 14 novembre 2016 | 23 dicembre 2016     |
| 6  | Helios-685       | Helios-685      | 21 novembre 2016 | 23 dicembre 2016     |
| 7  | Protocol 5       | Protocollo 5    | 28 novembre 2016 | 23 dicembre 2016     |
| 8  | Donner           | Donner          | 5 dicembre 2016  | 23 dicembre 2016     |
| 9  | Bishop           | Bishop          | 12 dicembre 2016 | 23 dicembre 2016     |
| 10 | Kathryn          | Kathryn         | 19 dicembre 2016 | 23 dicembre 2016     |
| 11 | Marcy            | Marcy           | 26 dicembre 2016 | 23 dicembre 2016     |
| 12 | Grace            | Grace           | 2 gennaio 2017   | 23 dicembre 2016     |

## Pilot
- Titolo originale: Travelers
- Diretto da: Nick Hurran
- Scritto da: Brad Wright

### Trama
L'episodio si apre con Marcy, una giovane ragazza con disabilità di parola che lavora in biblioteca. È sera e Marcy dal vetro assiste all'aggressione della sua collega e per salvarla attira l'attenzione degli aggressori e diventa la loro vittima. Al momento del decesso un "viaggiatore" entra nel suo corpo e la ragazza perde la sua disabilità e da vittima diventa carnefice dei suoi aggressori obbligandoli alla fuga. Trevor è un giovane liceale che combatte clandestinamente per denaro, il suo decesso avviene durante un combattimento quando il viaggiatore prende possesso del suo corpo.